# Грбаль (футбольний клуб)
ОФК «Грбаль» (серб. ОФК Грбаљ, OFK Grbalj)  — чорногорський футбольний клуб з села Радановичі, община Котор. Виступає у Першій лізі чемпіонату Чорногорії. Заснований 1970 року. Домашні матчі проводить на стадіоні «Грбаль» (інша назва «Под Сутваром»).

## Історія
З 2006 року грає у Першій лізі чемпіонату Чорногорії.
| Сезон   | Ліга       | Місце |
| ------- | ---------- | ----- |
| 2006-07 | Перша ліга | 3     |
| 2007-08 | Перша ліга | 4     |
| 2008-09 | Перша ліга | 4     |
| 2009-10 | Перша ліга | 5     |
| 2010-11 | Перша ліга | 7     |
| 2011-12 | Перша ліга | 9     |
| 2012-13 | Перша ліга | 4     |
| 2013-14 | Перша ліга | 7     |
| 2014-15 | Перша ліга | 5     |
| 2015-16 | Перша ліга | 7     |
| 2016-17 | Перша ліга | 7     |

За підсумками сезону 2012/13 мав грати у Лізі Європи, проте не пройшов ліцензування УЄФА на участь у Єврокубках.

## Виступи в Єврокубках
| Кубок Інтертото | Кубок Інтертото | Кубок Інтертото | Кубок Інтертото | Кубок Інтертото | Кубок Інтертото | Кубок Інтертото |
| Сезон           | Етап            | Перша команда   | Заг.            | Друга команда   | 1-й матч        | 2-й матч        |
| --------------- | --------------- | --------------- | --------------- | --------------- | --------------- | --------------- |
| 2008            | 1-й раунд       | «Челік»         | 4:4 (ч)         | «Ґрбаль»        | 3:2             | 1:2             |
| 2008            | 2-й раунд       | «Ґрбаль»        | 2:3             | «Сівасспор»     | 2:2             | 0:1             |